# Walter Shewhart
Walter Shewhart   (New Canton, 18 de març de 1891 - Parsippany-Troy Hills, 11 de març de 1967) va ser un físic, enginyer i estadístic nord-americà, conegut també com el pare del control estadístic de processos.

## Biografia
Nascut a New Canton, Illinois, fill d'Anton Shewhart i Esta Barney, es va graduar a la Universitat d'Illinois i va obtenir el doctorat en Física per la Universitat de Califòrnia, Berkeley en 1917.
Va ser professor a les universitats d'Illinois i de Califòrnia i va dirigir breument el Departament de Física de la universitat de Wisconsin a l'escola normal de La Crosse. La major part de la seva carrera professional la va desenvolupar com a enginyer en la Western Electric des de 1918 fins a 1924 i a Bell Telephone Laboratories, on va treballar en diversos camps com a membre del personal tècnic a partir de 1925 fins a la seva jubilació el 1956.
Va donar conferències sobre control de qualitat i estadística aplicada a la Universitat de Londres, a Stevens Institute of Technology, a l'escola de postgrau del Departament d'Agricultura dels Estats Units, i a l'Índia. Va ser membre del comitè en el Departament de Relacions Socials, professor honorari a Rutgers i membre del comitè assessor del departament de matemàtiques de Princeton.
El 1918 Shewhart es va incorporar al departement d'enginyeria i inspecció de Western Electric al complex de Hawthorne Works a Cicero, Illinois.

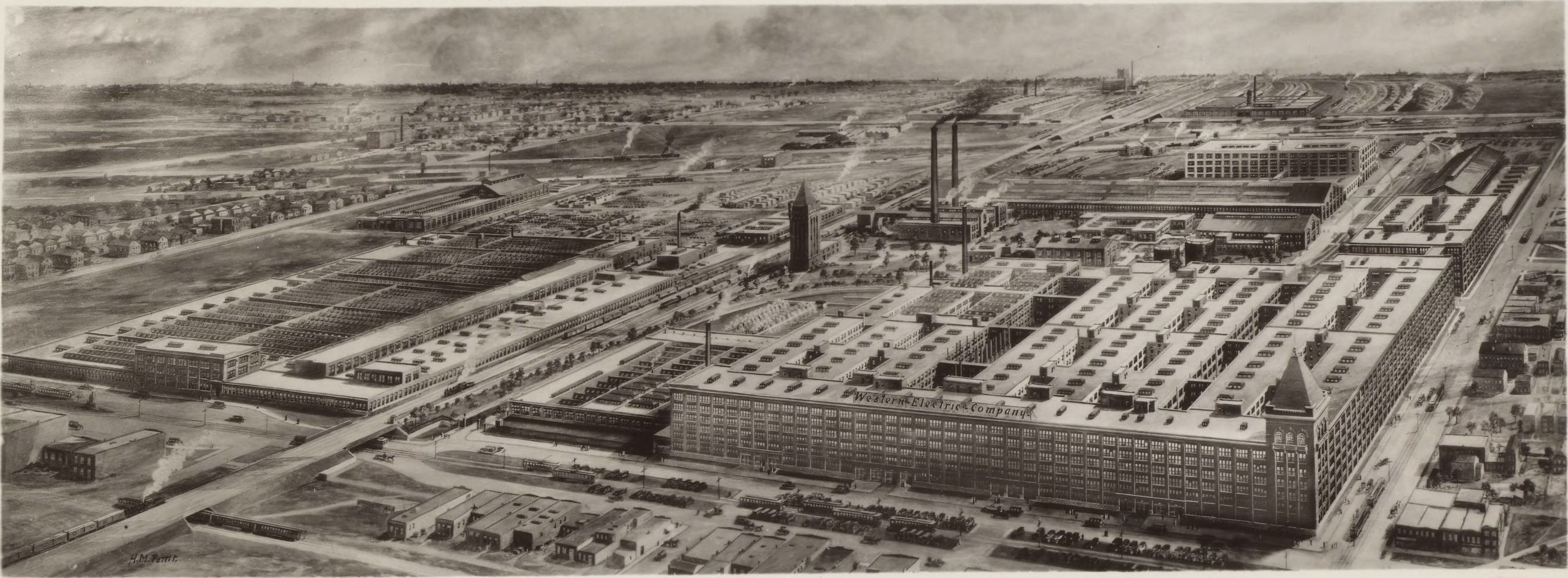
Vista de Hawthorne Works, cap a 1925.

De 1925 fins a la seva jubilació, l'any 1956, va treballar a Bell Telephone Laboratories i va publicar els seus treballs en diversos articles a la revista Bell System Technical Journal així com a diferents llibres.
Si bé les idees de Shewhart respecte als gràfics de control es van adoptar en la Western Electric, no van tenir gaire impacte fora de l'empresa fins a finals de 1930 quan va començar a treballar amb William Deming al Departament de Guerra dels Estats Units. Deming va convidar Shewhart per donar una sèrie de conferències al Departament de Guerra que posteriorment Deming va publicar.
Shewhart, Deming i altres enginyers i estadístics van treballar amb el Departament de Guerra en la creació d'una sèrie de plans d'inspecció de mostreig que van ser publicats dins de la sèrie MIL-STD (normes militars). MIL-STD estableix les normes que encara avui en dia s'utilitzen en els Estats Units i arreu del món.
Convidat per P. C. Mahalanobis en 1947-48 va visitar l'Indian Statistical Institute. Shewhart va recórrer el país, va donar conferències i va estimular l'interès pel control estadístic de la qualitat entre els industrials.
Shewhart va morir a Troy Hills, New Jersey, l'any 1967.

## La qualitat industrial
Els enginyers de Bell Telephone havien estat treballant per millorar la fiabilitat dels seus sistemes de transmissió. Com que els amplificadors i d'altres equips havien d'estar enterrats, hi havia una necessitat comercial de reduir la freqüència de falles i reparacions. Quan Shewhart es va unir a la Western Electric Company a Hawthorne Works el 1918, la qualitat industrial estava limitada a la inspecció de productes acabats i la separació i eliminació dels articles defectuosos. Tot això va canviar el 16 de maig de 1924. El cap de Shewhart, George D Edwards, recorda: "Shewhart va preparar un petit memoràndum de només una pàgina. Gairebé un terç de la pàgina ho ocupava un senzill diagrama que tots reconeixem avui dia com un gràfic de control esquemàtic. Aquest diagrama, i el curt text que el precedia i el seguia, estableix tots els principis essencials i les consideracions del que avui coneixem com a Control Estadístic de Processos (SPC)". El treball de Shewhart remarcava la importància de reduir la variació en un procés de fabricació.
Shewhart va definir el problema en termes de causes assignables de variació i causes aleatòries de variació i  va introduir els gràfics de control com una eina per distingir entre les dues. Shewhart va subratllar la necessitat de portar a cada procés de producció un estat de control estadístic, on només hi hagués les causes aleatòries de variació, i mantenir-lo sota control, per tal de poder predir la qualitat de la producció futura i poder gestionar el procés econòmicament.
Va crear la base per als gràfics de control i el concepte d'estat en control estadístic mitjançant experiments acuradament dissenyats. Mentre que Shewhart treballava en l'àmbit de les matemàtiques pures, va comprendre que les dades de processos físics mai produeixen una "corba de distribució normal" (una distribució de Gauss). Va descobrir que la variació observada en les dades de fabricació no sempre es comporta de la mateixa manera que les dades de la natura (per exemple el moviment brownià de les partícules). Shewhart va concloure que si bé cada procés mostra una determinada variació, alguns processos presenten una variació que és natural al procés, mentre que altres mostren variacions no controlades que no són presents en un sistema controlat.
Els gràfics de Shewhart van ser adoptats per l'American Society for Testing and Materials (ASTM) el 1933 i els va proposar per tal de millorar la producció durant la Segona Guerra Mundial a les American War Standards números Z1.1-1941, Z1.2-1941 i Z1.3-1942.

## Treballs posteriors
Des de finals dels anys 30, els interessos de Shewhart es van expandir de la qualitat industrial a la qualitat a la ciència i a la inferència estadística. Ja en el títol del seu segon llibre “Statistical Method from the viewpoint of Quality Control” (1939) planteja una qüestió en aquell moment audaç: “Què pot aprendre la practica estadística, i la ciència en general, de l'experiència del control industrial de qualitat?”
L'enfocament de Shewhart sobre les estadístiques era radicalment diferent a la de molts dels seus contemporanis. Posseïa una forta perspectiva operacionalista, en gran part derivada dels escrits del filòsof pragmàtic C. I. Lewis, i això va influir en la seva pràctica estadística. En particular, havia llegit moltes vegades l'obra de Lewis “Mind and the World Order”.
Encara que va donar conferències a Anglaterra l'any 1932, sota el patrocini de Karl Pearson (un altre operacionalista compromès), les seves idees van atreure molt poc entusiasme dins la tradició estadística anglesa. Els British Standards nominalment basats en el seu treball, de fet, divergeixen en greus problemes filosòfics i metodològics.
La seva obra més convencional li va portar a formular el concepte estadístic dels intervals de tolerància i proposar les seves normes de presentació de dades, que s'enumeren a continuació:
- Les dades no tenen cap significat fora del seu context
- Les dades contenen tant el senyal i el soroll. Per poder extreure la informació, cal separar el senyal del soroll dins de les dades.

## Influència
El 1938 la seva obra va cridar l'atenció dels físics William Deming i Raymond T. Birge. Els dos havien estat profundament intrigats pel tema de la mesura de l'error en ciència i havien publicat un treball de referència a Reviews of Modern Physics el 1934. En llegir les idees de Shewhart, van escriure a la revista per tal de canviar totalment el seu enfocament en els termes que Shewhart proposava.
Aquest fet va propiciar una llarga col·laboració entre Shewhart i Deming que va incloure treballs sobre productivitat durant la Segona Guerra Mundial i posteriorment Deming va divulgar les idees de Shewhart al Japó a partir de 1950. Deming va desenvolupar algunes de les propostes metodològiques de Shewhart al voltant de la inferència científica i va nomenar a la seva síntesi el cicle de Shewhart.

## Guardons
Va ser l'editor fundador de la Wiley Series in Mathematical Statistics, un treball que va mantenir durant vint anys, sempre defensant la llibertat d'expressió i la confiança en la publicació d'opinions contràries a la seva.
També cal citar que va ser:
- Membre fundador i president de l'Institute of Mathematical Statistics
- Membre fundador, primer membre honorari i primera medalla Shewhart de l'American Society for Quality Control
- Membre i president de l'American Statistical Association
- Membre de l'International Statistical Institute
- Membre honorari de la Royal Statistical Society
- Medalla Holley de l'American Society of Mechanical Engineers
- Doctor honoris causa en Ciències per l'Indian Statistical Institute